# Wendy Hiller
Dame Wendy Margaret Hiller (15. august 1912 i Bramhall i Cheshire i England – 14. maj 2003 i Beaconsfield, Buckinghamshire i, England) var en engelsk skuespiller.
Hun havde store roller på scenen i London og New York, særligt i moderne stykker. Hun filmdebuterede i 1937 og fik et gennembrud som Eliza i Gabriel Pascals filmatisering af George Bernard Shaws Pygmalion (1938). Hun fulgte op med titelrollen i filmversionen af Major Barbara (1941). Mellem store sceneroller gjorde hun sig bemærket med betydelige indsatser i film som Separate Tables (Fra bord til bord, 1958; Oscar-pris), Sons and Lovers (Sønner og elskere, 1960), A Man for All Seasons (Mand til alle tider, 1966) og The Lonely Passion of Judith Hearne (Judith Hearnes hemmelige lidenskab, 1987).